# Ha'ano
Ha'ano è un'isola ed un distretto delle Tonga della divisione di Haʻapai con 456 abitanti (nel 2021).
Il distretto è composto da 2 isole abitate, Ha'ano (380 abitanti nel 2021) e Mo'unga'one (76 abitanti nel 2021), ed alcune isole disabitate.

## Geografia
Ha'ano è un'isola al confine settentrionale dell'arcipelago Ha'apai. 
L'isola costituisce la punta settentrionale della barriera corallina, che comprende anche le isole di Foa, Lifuka e Uoleva. A nord-est si trova la barriera corallina Bethune Bank. L'isola più vicina a ovest è Luahoko, mentre a sud è divisa da uno stretto canale dalle isole di Nukunamu e Foa. 

## Località
I quattro villaggi dell'isola si trovano sulla costa occidentale. Da nord a sud, sono Muitoa, la città di Ha'ano, Pukotala e Fakakakai. Ha'ano è il villaggio principale e il centro del distretto, con una popolazione di 130 abitanti.
Di seguito l'elenco dei villaggi del distretto:
- Fakakai - 128 abitanti
- Pukotala - 81 abitanti
- Ha'ano - 130 abitanti
- Muitoa - 41 abitanti
- Mo'unga'one - 76 abitanti

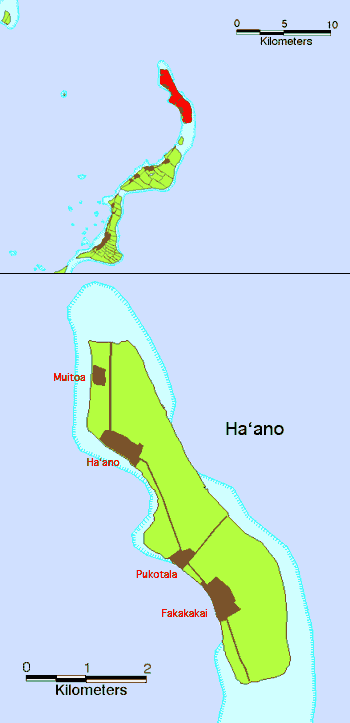
Mappa dell'isola Haʻano.
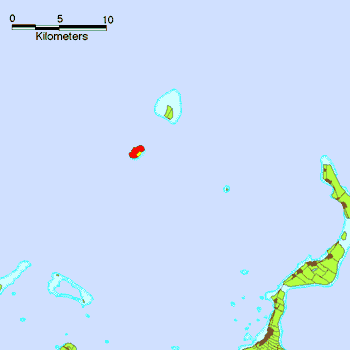
Mappa dell'isola Moʻungaʻone.